# Lycosa spiniformis
Lycosa spiniformis là một loài nhện trong họ Lycosidae.
Loài này thuộc chi Lycosa. Lycosa spiniformis được Pelegrin Franganillo-Balboa miêu tả năm 1926.